# مرس‌عنخ دوم
مرس‌عنخ دوم (انگلیسی: Meresankh II؛ زنده و فعال حوالی سال ۲۵۵۰ پیش از میلاد) یک ملکه همسر در پادشاهی کهن مصر در دوران حکمرانی دودمان چهارم مصر بود.
والدین احتمالی مرس‌عنخ دوم با توجه به آنچه در مصطبه مرس‌عنخ ذکر شده، فرعون خوفو و ملکه مریتیتس یکم است. اما او هرگز به صراحت دختر آنها نامیده نمی‌شود. فرض بر این است که مرس‌عنخ دوم با برادر ناتنی خود حورباف ازدواج کرد و صاحب فرزندانی به نام‌های جعتی، نفرتکاو سوم و نبتی تپیتس شدند.
مرس‌عنخ دوم در یک مصطبه دوتایی جی ۷۴۱۰–۷۴۲۰ به همراه همسر اولش حورباف به خاک سپرده شد. این مقبره توسط جرج اندرو ریسنر حفاری شد. مرس‌عنخ در چاله‌ای (جی ۷۴۱۰بی) با دو اتاق به خاک سپرده شد. حورباف در گور عمودی جی ۷۴۲۰ای به خاک سپرده شد.